# Тур Швейцарии 1957
21-й выпуск Тура Швейцарии — шоссейной многодневной велогонки по дорогам Швейцарии. Гонка проводилась с 12 по 19 июня 1957 года в рамках Вызова Дегранджа-Коломбо 1957. Победу одержал итальянский велогонщик Паскуале Форнара.

## Маршрут
Гонка состояла из 9 этапов, общей протяженностью 1567,6 километров. Финиш седьмого и старт восьмого этапов находились в столице Лихтенштейна — городе Вадуц.
| Этап | Дата   | Маршрут               | type                    | Длина (км) | Победитель       | Лидер генеральной классификации |
| ---- | ------ | --------------------- | ----------------------- | ---------- | ---------------- | ------------------------------- |
| 1    | 12 июн | Цюрих – Тальвиль      |                         | 223        | Макс Шелленберг  | Макс Шелленберг                 |
| 2    | 13 июн | Тальвиль – Базель     |                         | 215        | Эрнст Траксель   | Макс Шелленберг                 |
| 3    | 14 июн | Базель – Ла-Шо-де-Фон |                         | 196        | Stefano Gaggero  | Паскуале Форнара                |
| 4    | 15 июн | Ла-Шо-де-Фон – Берн   |                         | 213        | Эдгард Соргелос  | Паскуале Форнара                |
| 5a   | 16 июн | Берн – Берн           | индивидуальная разделка | 14,6       | Паскуале Форнара | Паскуале Форнара                |
| 5b   | 16 июн | Берн – Люцерн         |                         | 103        | Роже Ван Дамме   | Паскуале Форнара                |
| 6    | 17 июн | Люцерн – Лугано       |                         | 207        | Рольф Граф       | Паскуале Форнара                |
| 7    | 18 июн | Лугано – Вадуц        |                         | 204        | Коломбо Кассано  | Паскуале Форнара                |
| 8    | 19 июн | Вадуц – Цюрих         |                         | 192        | Хайнц Мюллер     | Паскуале Форнара                |

## Итоговое положение
| \| Генеральная классификация \| Генеральная классификация \| Генеральная классификация \| Генеральная классификация \| Генеральная классификация \| \| Гонщик \| Гонщик \| Команда \| Время \| \| \| ------------------------- \| ------------------------- \| ------------------------- \| ------------------------- \| ------------------------- \| \| 1-й \| Паскуале Форнара \| \| 44ч 32' 16 \| \| \| 2-й \| Эдгард Соргелос \| Peugeot-BP-Dunlop \| + 1' 21 \| \| \| 3-й \| Аттилио Мореси \| \| + 1' 42 \| \| \| 4-й \| Ханс Юнкерман \| \| + 2' 14 \| \| \| 5-й \| Лотар Фридрих \| \| + 2' 45 \| \| \| 6-й \| Илер Куврёр \| \| + 3' 00 \| \| \| 7-й \| Карло Клеричи \| \| + 8' 47 \| \| \| 8-й \| Нино Ассирелли \| \| + 11' 35 \| \| \| 9-й \| Raymond Reisser \| \| + 13' 20 \| \| \| 10-й \| Адольф Кристиан \| \| + 13' 40 \| \| |                  |                   |            |
| |                  |                   |            |
| |                  |                   |            |
| Генеральная классификация |                  |                   |            |
| Гонщик | Гонщик           | Команда           | Время      |
| 1-й | Паскуале Форнара |                   | 44ч 32' 16 |
| 2-й | Эдгард Соргелос  | Peugeot-BP-Dunlop | + 1' 21    |
| 3-й | Аттилио Мореси   |                   | + 1' 42    |
| 4-й | Ханс Юнкерман    |                   | + 2' 14    |
| 5-й | Лотар Фридрих    |                   | + 2' 45    |
| 6-й | Илер Куврёр      |                   | + 3' 00    |
| 7-й | Карло Клеричи    |                   | + 8' 47    |
| 8-й | Нино Ассирелли   |                   | + 11' 35   |
| 9-й | Raymond Reisser  |                   | + 13' 20   |
| 10-й | Адольф Кристиан  |                   | + 13' 40   |

| Очковая классификация | Очковая классификация | Очковая классификация | Очковая классификация | Очковая классификация |
| Гонщик                | Гонщик                | Команда               | Очки                  |                       |
| --------------------- | --------------------- | --------------------- | --------------------- | --------------------- |
| 1-й                   | Эдгард Соргелос       | Peugeot-BP-Dunlop     | 30 очков              |                       |
| 2-й                   | Лотар Фридрих         |                       | 70 очков              |                       |
| 3-й                   | Паскуале Форнара      |                       | 70 очков              |                       |

| Очковая классификация | Очковая классификация | Очковая классификация | Очковая классификация | Очковая классификация |
| Гонщик                | Гонщик                | Команда               | Очки                  |                       |
| --------------------- | --------------------- | --------------------- | --------------------- | --------------------- |
| 1-й                   | Эдгард Соргелос       | Peugeot-BP-Dunlop     | 30 очков              |                       |
| 2-й                   | Лотар Фридрих         |                       | 70 очков              |                       |
| 3-й                   | Паскуале Форнара      |                       | 70 очков              |                       |

| Горная классификация | Горная классификация | Горная классификация | Горная классификация | Горная классификация |
| Гонщик               | Гонщик               | Команда              | Очки                 |                      |
| -------------------- | -------------------- | -------------------- | -------------------- | -------------------- |
| 1-й                  | Паскуале Форнара     |                      | 41 очков             |                      |
| 2-й                  | Лотар Фридрих        |                      | 35 очков             |                      |
| 3-й                  | Аттилио Мореси       |                      | 33 очков             |                      |

| Горная классификация | Горная классификация | Горная классификация | Горная классификация | Горная классификация |
| Гонщик               | Гонщик               | Команда              | Очки                 |                      |
| -------------------- | -------------------- | -------------------- | -------------------- | -------------------- |
| 1-й                  | Паскуале Форнара     |                      | 41 очков             |                      |
| 2-й                  | Лотар Фридрих        |                      | 35 очков             |                      |
| 3-й                  | Аттилио Мореси       |                      | 33 очков             |                      |

| Командная классификация по времени | Командная классификация по времени | Командная классификация по времени | Командная классификация по времени |
| Команда                            | Команда                            | Время                              |                                    |
| ---------------------------------- | ---------------------------------- | ---------------------------------- | ---------------------------------- |
| 1-й                                | Peugeot-BP-Dunlop                  | 133ч 46' 44                        |                                    |
| 2-й                                | Cilo-Toscanelli                    | + 11' 40                           |                                    |
| 3-й                                | Carpano-Coppi                      | + 30' 32                           |                                    |